# Jaroslav Vorel
Jaroslav Vorel je český závodní jezdec.

## Životopis
Svou sportovní kariéru zahájil na začátku 70. let, počínaje vozem Škoda 1000 MB v místních československých soutěžích. Ve druhé polovině desetiletí se zúčastnil závodů cestovních vozů. Poté závodil v závodech do vrchu nejprve s MTX 1-02, a od roku 1983 také s MTX 1-06. V sezóně 1984 vyhrál Vorel československé Formule Easter v ZAV. Ve stejném roce debutoval v Poháru míru a přátelství.
V roce 1985 vyvinul společně s Karlem Dlouhým vozidlo KDV 3 s duralovým monokokem, poháněné motorem Lada. S tímto vozidlem se Vorel v roce 1986 stal vicemistrem československé formule a o rok později na tento úspěch navázal. V roce 1987 byl navíc sedmý v klasifikaci Poháru míru a přátelství. V sezóně 1986 se s Volkswagenem Golf GTI zúčastnil závodu ETCC na trati Masarykova okruhu. V roce 1988 startoval ve Formula Mondial a poté vyhrál národní šampionát. V roce 1989 začal závodit s KDV 4. Jednalo se o vůz formule 3 s motorem Volkswagen o výkonu 185 koní. Vorel s tímto vozidlem debutoval v německé formuli 3, zúčastnil se dvou závodůa získal dva body.
Po rozpadu Československa se účastnil znovu závodů do vrchu. V roce 1997 závodil v International Sports Racing Series. Poté byl devátý v Brně. V roce 1998 se však zúčastnil Interserie.
Na začátku 90. let založil společnost Autospektrum Vorel (ASV), zabývající se CNC frézováním a vakuovým tvářením plastů.